# Vincent Landais
Vincent Landais (Bastia, Córcega, Francia; 18 de febrero de 1997) es un copiloto de rally francés que compite en el Campeonato Mundial de Rally de la FIA. Actualmente es el copiloto de Sébastien Ogier en uno de los Toyota GR Yaris Rally1 del Toyota Gazoo Racing WRT.

## Trayectoria
En 2015, Landais decidió dedicar su carrera por completo a los rallyes, uniéndose al equipo de su compatriota Jonathan Hirschi. El dúo condujo un Peugeot 208 T16 y compitió en el Campeonato Mundial de Rally-2. Al final de la temporada, se unió a Pierre-Louis Loubet. La pareja hizo su debut en el Rally de Córcega que formaba parte del Campeonato Mundial de Rally Junior.
Desde 2016, la pareja Loubet-Landais participó en el WRC-2. Las tres primeras temporadas estuvieron marcadas por finales entre los puntos pero sin conseguir ningún podio. La temporada 2019 fue mejor, con dos victorias obtenidas en Portugal y Cerdeña, además del título de campeón del mundo, conseguido tras la cancelación de la última prueba de la temporada en Australia.
En 2020, Loubet y Landais debutaron en la máxima categoría Campeonato del Mundo de Rally como parte del equipo 2C Compétition y al volante de un Hyundai i20 Coupe WRC. El equipo participó en tres de las siete pruebas de una temporada interrumpida por la pandemia de Covid-19. En las tres pruebas disputadas su mejor resultado fue el séptimo puesto en Cerdeña.
Para la temporada 2021, el dúo continuo en la misma estructura, pero ahora en un programa completo después de haber reunido el presupuesto suficiente. Sin embargo, después de que las tres primeras rondas terminaran sin puntos, Landais fue despedido y reemplazado por Florian Haut-Labourdette para el resto de la temporada.
En 2022, tras unirse al equipo de ouvreurs de Sébastien Ogier, Landais volvió al lado de Pierre-Louis Loubet. El dúo fichó por el M-Sport Ford WRT y comenzó su temporada en el Rally de Croacia. Durante el año, el dúo logró varios buenos resultados. En octubre, Sébastien Ogier anunció el fin de su colaboración con Benjamin Veillas, con quien colaboraba desde el inicio de la temporada, y fichó por Landais para el Rally de Japón. La pareja tuvo un buen desempeño, pero su progreso se vio obstaculizado por un pinchazo, terminando cuartos, fuera del podio. A finales de noviembre, Landais fue confirmado como copiloto de Sébastien Ogier para el programa parcial del piloto de Gap en 2023.

## Palmarés

### Títulos
| Año  | Título            | Piloto              | Automóvil          |
| ---- | ----------------- | ------------------- | ------------------ |
| 2019 | Campeón del WRC-2 | Pierre-Louis Loubet | Škoda Fabia R5     |
| 2019 | Campeón del WRC-2 | Pierre-Louis Loubet | Skoda Fabia R5 Evo |

### Victorias

#### Victorias en el WRC
| N.º | Rally                               | Año  | Piloto          | Automóvil              |
| --- | ----------------------------------- | ---- | --------------- | ---------------------- |
| 1   | 91ème Rallye Automobile Monte-Carlo | 2023 | Sébastien Ogier | Toyota GR Yaris Rally1 |
| 2   | 19.º Rally Guanajuato México        | 2023 | Sébastien Ogier | Toyota GR Yaris Rally1 |
| 3   | 71.º Safari Rally Kenya             | 2023 | Sébastien Ogier | Toyota GR Yaris Rally1 |
| 4   | 48.º Croatia Rally                  | 2024 | Sébastien Ogier | Toyota GR Yaris Rally1 |
| 5   | 57.º Vodafone Rally de Portugal     | 2024 | Sébastien Ogier | Toyota GR Yaris Rally1 |
| 6   | 73rd Secto Rally Finland            | 2024 | Sébastien Ogier | Toyota GR Yaris Rally1 |
| 7   | 93ème Rallye Automobile Monte-Carlo | 2025 | Sébastien Ogier | Toyota GR Yaris Rally1 |
| 8   | 58.º Vodafone Rally de Portugal     | 2025 | Sébastien Ogier | Toyota GR Yaris Rally1 |
| 9   | 22.º Rally d'Italia Sardegna        | 2025 | Sébastien Ogier | Toyota GR Yaris Rally1 |

#### Victorias en el WRC-2
| N.º | Rally                           | Año  | Piloto              | Automóvil      |
| --- | ------------------------------- | ---- | ------------------- | -------------- |
| 1   | 53.º Vodafone Rally de Portugal | 2019 | Pierre-Louis Loubet | Škoda Fabia R5 |
| 2   | 16º Rally d'Italia Sardegna     | 2019 | Pierre-Louis Loubet | Škoda Fabia R5 |

## Resultados

### Campeonato Mundial de Rally
| Año  | Equipo                  | Automóvil              | 1      | 2       | 3      | 4       | 5       | 6      | 7       | 8       | 9       | 10     | 11      | 12      | 13     | 14    | Pos. | Puntos |
| ---- | ----------------------- | ---------------------- | ------ | ------- | ------ | ------- | ------- | ------ | ------- | ------- | ------- | ------ | ------- | ------- | ------ | ----- | ---- | ------ |
| 2012 | Laurent Gracial         | Suzuki Swift Sport     | MON    | SWE     | MEX    | POR     | ARG     | GRE    | NZL     | FIN     | GER     | GBR    | FRA 40  | ITA     | ESP    |       | -    | 0      |
| 2013 | Laurent Gracial         | Renault Mégane RS      | MON    | SWE     | MEX    | POR     | ARG     | GRE    | ITA     | FIN     | GER     | AUS    | FRA Ret | ESP     | GBR    |       | -    | 0      |
| 2014 | HRT Rally Team          | Peugeot 208 T16        | MON    | SWE     | MEX    | POR     | ARG     | ITA    | POL     | FIN     | GER     | AUS    | FRA 50  | ESP     | GBR    |       | -    | 0      |
| 2015 | Jonathan Hirschi        | Peugeot 208 T16        | MON 28 | SWE     | MEX    | ARG     | POR Ret | ITA    | POL Ret | FIN     | GER Ret | AUS    |         |         |        |       | -    | 0      |
| 2015 | Pierre-Louis Loubet     | Citroën DS3 R3T Max    |        |         |        |         |         |        |         |         |         |        | FRA Ret | ESP 32  | GBR 34 |       | -    | 0      |
| 2016 | Pierre-Louis Loubet     | Peugeot 207 S2000      | MON    | SWE     | MEX    | ARG     | POR Ret |        |         |         |         |        |         |         |        |       | -    | 0      |
| 2016 | Pierre-Louis Loubet     | Citroën DS3 R5         |        |         |        |         |         | ITA 17 | POL 18  | FIN Ret | GER 12  | CHN C  | FRA 25  | ESP 13  | GBR 41 | AUS   | -    | 0      |
| 2017 | Pierre-Louis Loubet     | Citroën DS3 R5         | MON    | SWE Ret | MEX    |         |         |        |         |         |         |        |         |         |        |       | -    | 0      |
| 2017 | Pierre-Louis Loubet     | Ford Fiesta R5         |        |         |        | FRA 15  | ARG     | POR 25 | ITA 19  | POL 21  | FIN 31  | GER 14 | ESP 11  | GBR 20  | AUS    |       | -    | 0      |
| 2018 | BRC Racing Team         | Hyundai i20 R5         | MON    | SWE     | MEX    | FRA 23  | ARG     | POR 11 | ITA Ret | FIN 15  | GER Ret | TUR    | GBR Ret | ESP 18  | AUS    |       | -    | 0      |
| 2019 | Pierre-Louis Loubet     | Škoda Fabia R5         | MON    | SWE     | MEX    | FRA 44  | ARG     | CHL    | POR 9   | ITA 11  | FIN 14  | GER    | TUR     |         |        |       | 22.º | 2      |
| 2019 | Pierre-Louis Loubet     | Škoda Fabia R5 Evo     |        |         |        |         |         |        |         |         |         |        |         | GBR 12  | ESP 17 | AUS C | 22.º | 2      |
| 2020 | Hyundai 2C Competition  | Hyundai i20 Coupe WRC  | MON    | SWE     | MEX    | EST Ret | TUR Ret | ITA 7  | MNZ     |         |         |        |         |         |        |       | 19.º | 6      |
| 2021 | Hyundai 2C Competition  | Hyundai i20 Coupe WRC  | MON 16 | ART 39  | CRO 29 | POR     | ITA     | SAF    | EST     | BEL     | FIN     | GRE    | ESP     | MNZ     |        |       | -    | 0      |
| 2022 | M-Sport Ford WRT        | Ford Puma Rally1       | MON    | SWE     | CRO 47 | POR 7   | ITA 4   | SAF    | EST Ret | FIN Ret | BEL     | GRE 4  | NZL     | ESP 10  |        |       | 11.º | 43     |
| 2022 | Toyota Gazoo Racing WRT | Toyota GR Yaris Rally1 |        |         |        |         |         |        |         |         |         |        |         |         | JPN 4  |       | 11.º | 43     |
| 2023 | Toyota Gazoo Racing WRT | Toyota GR Yaris Rally1 | MON 1  | SWE     | MEX 1  | CRO 5   | POR     | ITA 14 | SAF 1   | EST     | FIN     | GRE 10 | CHL     | EUR 4   | JPN 2  |       | 5.º  | 133    |
| 2024 | Toyota Gazoo Racing WRT | Toyota GR Yaris Rally1 | MON 2  | SWE     | SAF    | CRO 1   | POR 1   | ITA 2  | POL WD  | LAT 2   | FIN 1   | GRE 16 | CHL 36  | EUR Ret | JPN 2  |       | 4.º  | 191    |
| 2025 | Toyota Gazoo Racing WRT | Toyota GR Yaris Rally1 | MON 1  | SWE     | SAF    | ESP 2   | POR 1   | ITA 1  | GRE     | EST     | FIN     | PAR    | CHL     | EUR     | JPN    | SAU   | 2.º  | 114    |

### WRC-2
| Año  | Equipo              | Automóvil          | 1      | 2       | 3   | 4      | 5       | 6      | 7       | 8       | 9       | 10    | 11      | 12    | 13    | 14    | Pos. | Puntos |
| ---- | ------------------- | ------------------ | ------ | ------- | --- | ------ | ------- | ------ | ------- | ------- | ------- | ----- | ------- | ----- | ----- | ----- | ---- | ------ |
| 2015 | Jonathan Hirschi    | Peugeot 208 T16    | MON 19 | SWE     | MEX | ARG    | POR Ret | ITA    | POL Ret | FIN     | GER Ret | AUS   | FRA     | ESP   | GBR   |       | -    | 0      |
| 2016 | Pierre-Louis Loubet | Peugeot 207 S2000  | MON    | SWE     | MEX | ARG    | POR Ret |        |         |         |         |       |         |       |       |       | 10.º | 36     |
| 2016 | Pierre-Louis Loubet | Citroën DS3 R5     |        |         |     |        |         | ITA 6  | POL 6   | FIN Ret | GER 5   | CHN C | FRA 5   | ESP   | GBR   | AUS   | 10.º | 36     |
| 2017 | Pierre-Louis Loubet | Citroën DS3 R5     | MON    | SWE Ret | MEX |        |         |        |         |         |         |       |         |       |       |       | 10.º | 39     |
| 2017 | Pierre-Louis Loubet | Ford Fiesta R5     |        |         |     | FRA 6  | ARG     | POR 10 | ITA 5   | POL     | FIN 7   | GER 5 | ESP     | GBR 8 | AUS   |       | 10.º | 39     |
| 2018 | Pierre-Louis Loubet | Hyundai i20 R5     | MON    | SWE     | MEX | FRA 6  | ARG     | POR 4  | ITA Ret | FIN 5   | GER Ret | TUR   | GBR Ret | ESP 7 | AUS   |       | 11.º | 36     |
| 2019 | Pierre-Louis Loubet | Škoda Fabia R5     | MON    | SWE     | MEX | FRA 10 | ARG     | CHL    | POR 1   | ITA 1   | FIN 4   | GER   | TUR     |       |       |       | 1.º  | 91     |
| 2019 | Pierre-Louis Loubet | Škoda Fabia R5 Evo |        |         |     |        |         |        |         |         |         |       |         | GBR 2 | ESP 5 | AUS C | 1.º  | 91     |